# Азербайджанцы в Канаде
Азербайджанцы в Канаде (азерб. Kanada azərbaycanlıları, англ. Azerbaijani Canadians) происходят, в основном из Азербайджана, Ирана, Восточной Европы, и Турции. По данным официальной переписи населения 2006 года, в Канаде, проживало 3 465 азербайджанцев.

## История
Всего было пять больших переселений азербайджанцев в Канаду. Первые азербайджанцы стали появляться в Канаде в тридцатых годах XX века. 
Волна эмиграции дала о себе знать во время Иранской революции 1979 года, а также во время азербайджанско-армянского-конфликта в 1988—1992 годах.

## Статистика
Как утверждает азербайджанская диаспора в Канаде, азербайджанцы проживают в основном в провинции Онтарио. Как правило, это иранские азербайджанцы. Помимо Онтарио, азербайджанцы также проживают и в других провинциях Канады.